# Odrzańska Droga Wodna

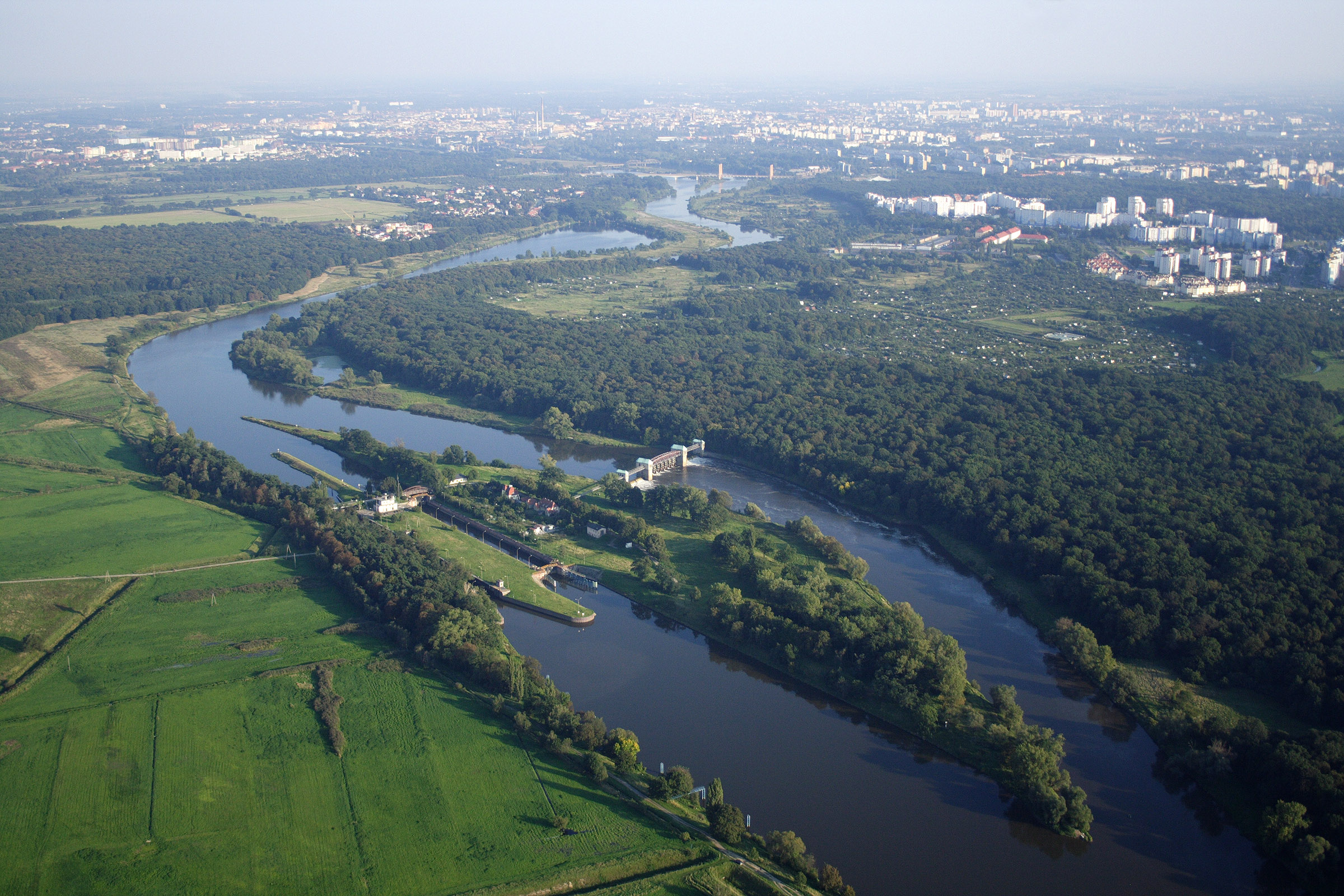
Stopień Wodny Rędzin we Wrocławiu

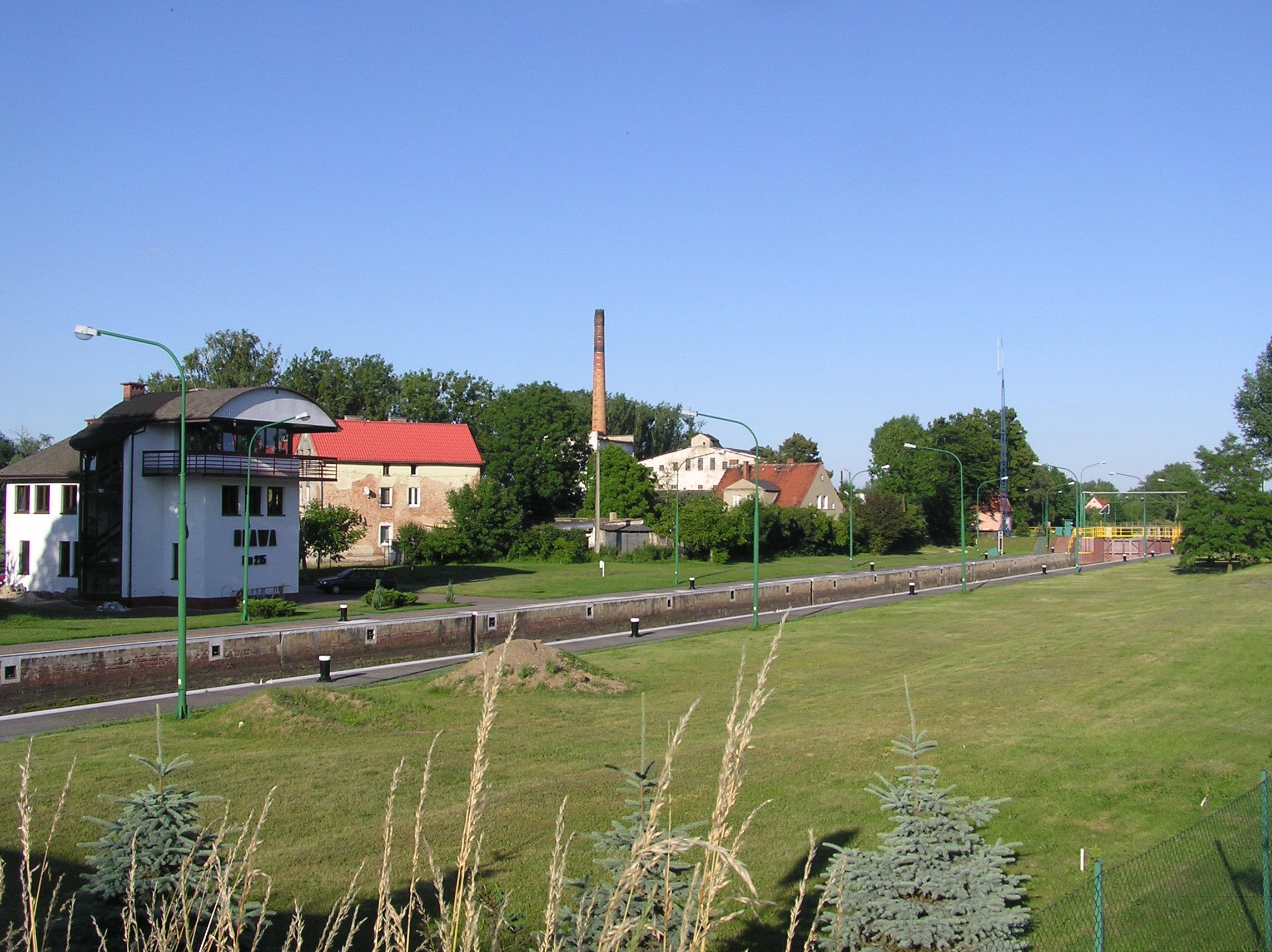
Śluza Oława II

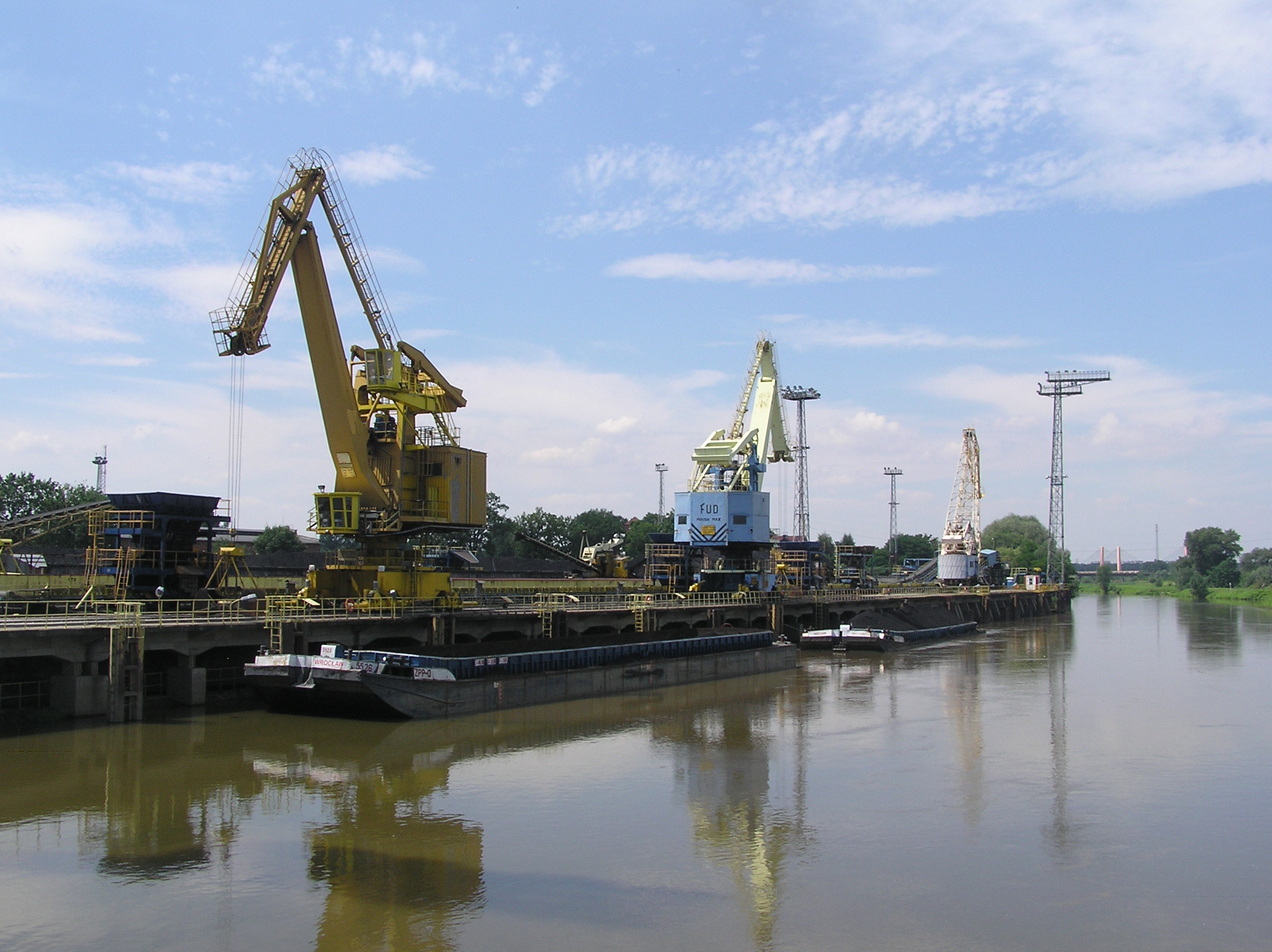
Przeładownia Elektrociepłowni Wrocław

Odrzańska Droga Wodna – śródlądowy szlak żeglugowy na Odrze mający swój początek (kilometr "0") przy ujściu rzeki Opawy do Odry, a kończący się na 854,3 km przy ujściu do Zalewu Szczecińskiego. Odcinek Odry powyżej Kędzierzyna-Koźla utracił cechy drogi wodnej. Obecnie jej początek ma miejsce w Gliwicach i kończy się w Szczecinie. Długość całkowita szlaku: 687 km, w tym Kanał Gliwicki – 41 km, Odra skanalizowana – 187 km, Odra uregulowana, o biegu swobodnym, odcinek od Brzegu Dolnego do Szczecina – 459 km.
Na 553,4 kilometrze ma połączenie z kanałem Odra-Sprewa, a na 667,2 kilometrze z kanałem Odra-Hawela dzięki czemu włączona jest w europejski system dróg wodnych.
W sezonie żeglugowym 2015 ze względu na erozję dna poniżej śluzy Brzeg Dolny oraz wypłycenie środkowego odcinka Odry regularna żegluga na całej długości Odrzańskiej Drogi Wodnej była niemożliwa.

## Śluzy na Odrzańskiej Drodze wodnej

### Śluzy na Kanale Gliwickim

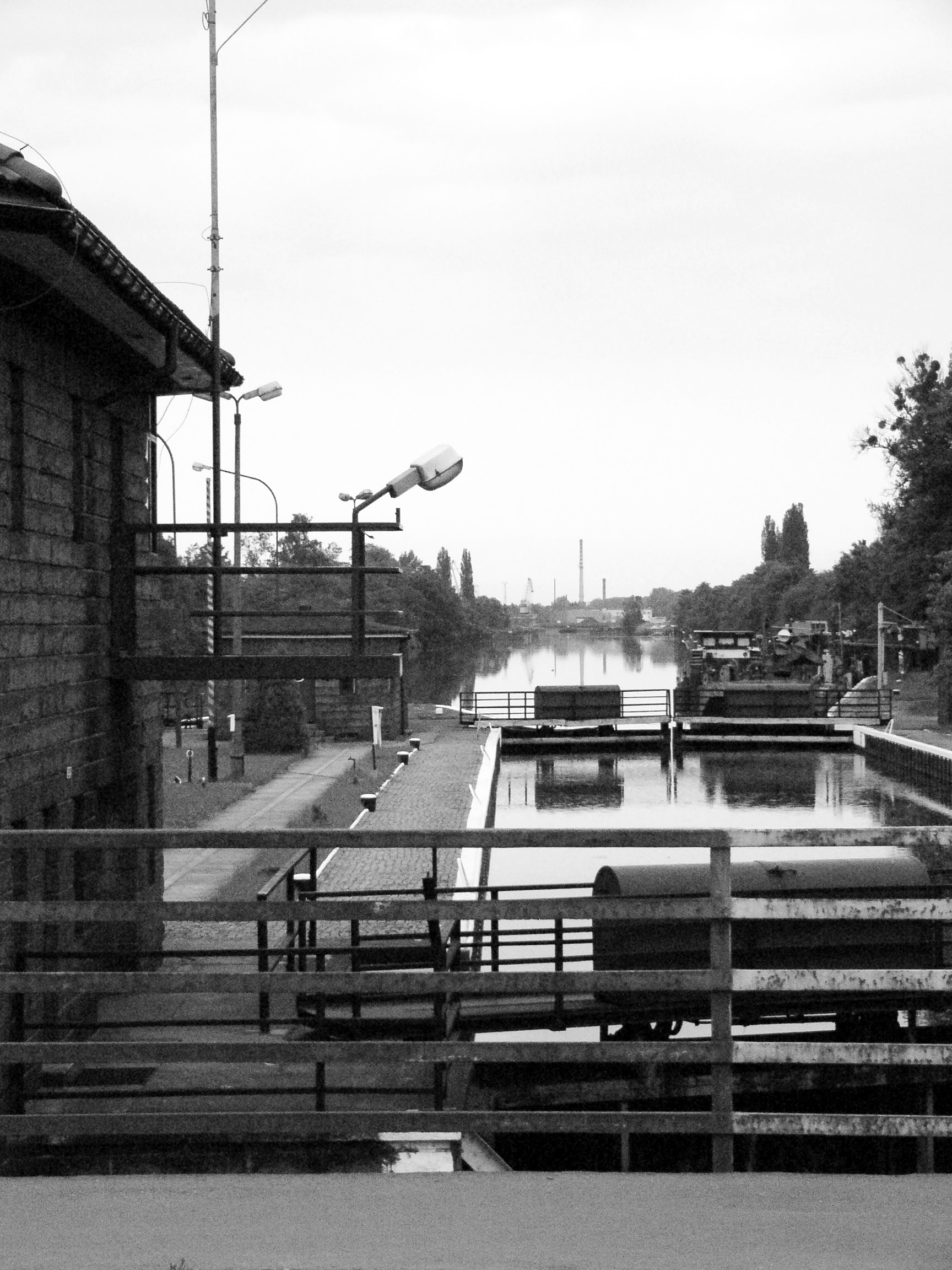
Śluza Łabędy na Kanale Gliwickim

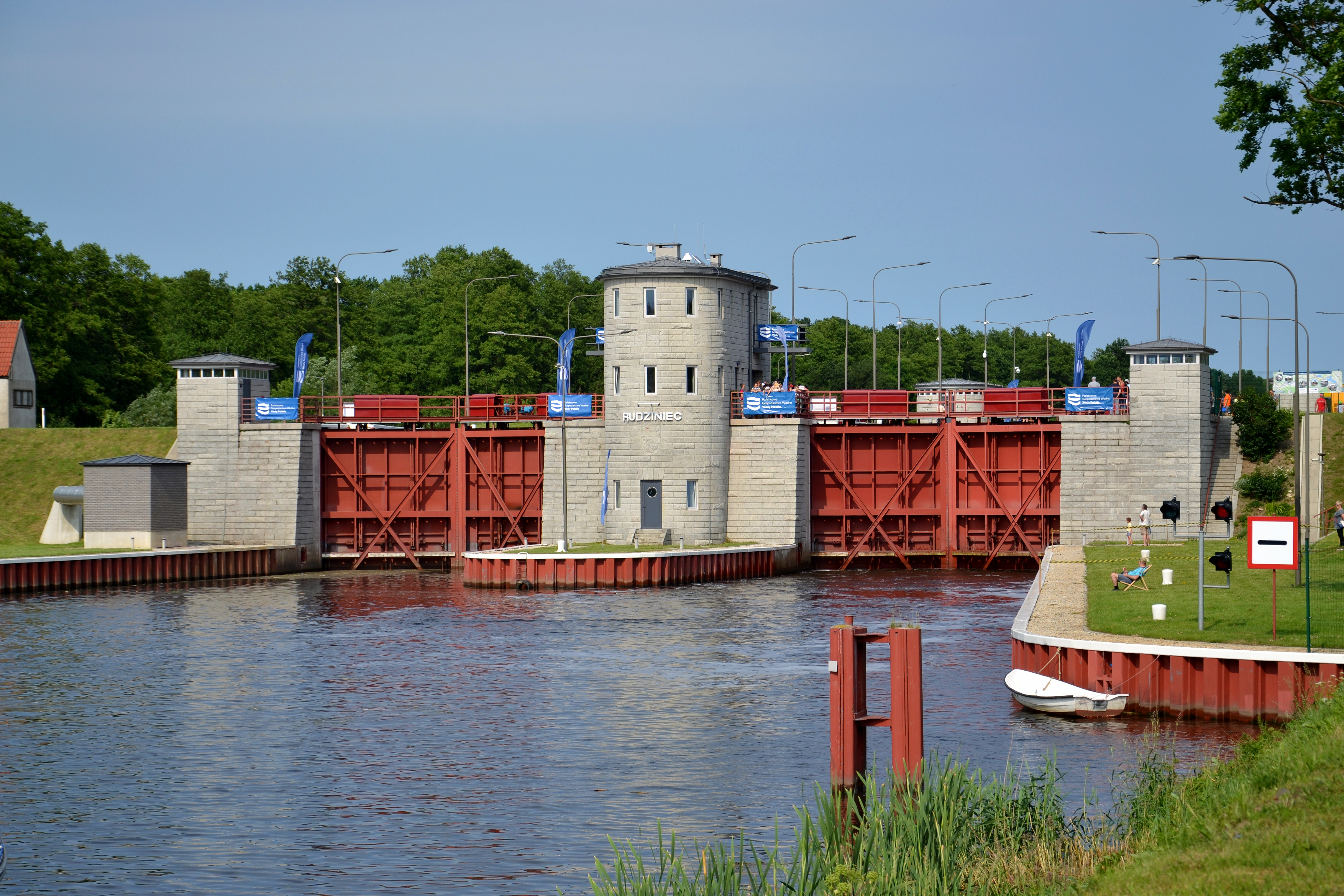
Śluza Rudziniec na Kanale Gliwickim

Na Kanale Gliwickim zbudowano 6 śluz o identycznych parametrach:
- śluza dwukomorowa bliźniacza
- długość: 71,50 m
- szerokość: 12,00 m

Śluzy maja różna wysokość podnoszenia:
1. Śluza Łabędy, 38,5 km kanału, wysokość podnoszenia 4,2 metra
2. Śluza Dzierżno, 30,9 km kanału, wysokość podnoszenia 10,3 metra
3. Śluza Rudziniec, 21,5 km kanału, wysokość podnoszenia 6,25 metra
4. Śluza Sławęcice, 15,1 km kanału, wysokość podnoszenia 6,25 metra
5. Śluza Nowa Wieś, 7,6 km kanału, wysokość podnoszenia 6,20 metra
6. Śluza Kłodnica, 1,6 km kanału, wysokość podnoszenia 10,4 metra

| Śluza     | długość (m) | szerokość (m) | wysokość podnoszenia (m) | kilometr kanału |
| --------- | ----------- | ------------- | ------------------------ | --------------- |
| Kłodnica  | 71,5        | 12            | 10,4                     | 1,6             |
| Nowa Wieś | 71,5        | 12            | 6,2                      | 7,6             |
| Sławęcice | 71,5        | 12            | 6,25                     | 15,1            |
| Rudziniec | 71,5        | 12            | 6,25                     | 21,5            |
| Dzierżno  | 71,5        | 12            | 10,3                     | 30,9            |
| Łabędy    | 71,5        | 12            | 4,2                      | 38,5            |

### Śluzy na Odrze skanalizowanej
| Śluza                            | długość (m) | szerokość (m) | wysokość podnoszenia (m) | kilometr drogi wodnej |
| -------------------------------- | ----------- | ------------- | ------------------------ | --------------------- |
| Koźle                            | 38,5        | 5,3           | 1,3                      | 98,1                  |
| Januszkowice                     | 187,0       | 9,6           | 2,5                      | 105,5                 |
| Krępna                           | 187,0       | 9,6           | 2,5                      | 114,4                 |
| Krapkowice                       | 198,0       | 9,6           | 2,5                      | 122,8                 |
| Rogów                            | 187,0       | 9,6           | 2,5                      | 129,5                 |
| Kąty                             | 187,0       | 9,6           | 2,8                      | 137,3                 |
| Groszowice                       | 186,9       | 9,6           | 2,6                      | 144,5                 |
| Opole                            | 187,4       | 9,6           | 2,5                      | 150,3                 |
| Wróblin                          | 187,1       | 9,6           | 2,5                      | 157,4                 |
| Dobrzeń                          | 187,1       | 9,6           | 2,4                      | 163,9                 |
| Chróścice                        | 187,1       | 9,6           | 2,5                      | 169,2                 |
| Zawada                           | 187,1       | 9,6           | 2,5                      | 174,6                 |
| Ujście Nysy                      | 187,2       | 9,6           | 2,5                      | 180,3                 |
| Zwanowice                        | 190,0       | 12,0          | 4,0                      | 186,0                 |
| Brzeg                            | 187,2       | 9,6           | 2,5                      | 197,8                 |
| Lipki                            | 187,3       | 9,6           | 2,6                      | 206,9                 |
| Oława                            | 187,0       | 9,6           | 3,0                      | 214,6                 |
| Ratowice                         | 187,0       | 9,6           | 2,5                      | 227,6                 |
| Janowice                         | 225,0       | 12,0          | 3,0                      | 232,4                 |
| Bartoszowice                     | 187,8       | 9,6           | 3,4                      | 244,8                 |
| Zacisze                          | 187,8       | 9,6           | 3,4                      | 248,3                 |
| Różanka                          | 196,2       | 9,6           | 4,0                      | 253,2                 |
| Rędzin                           | 226,0       | 12,0          | 3,7                      | 260,8                 |
| Brzeg Dolny                      | 224,9       | 12,0          | 2,5                      | 281,6                 |
| Malczyce (stopień wodny i śluza) | 190,0       | 12,0          | 4,5                      | 300,4                 |

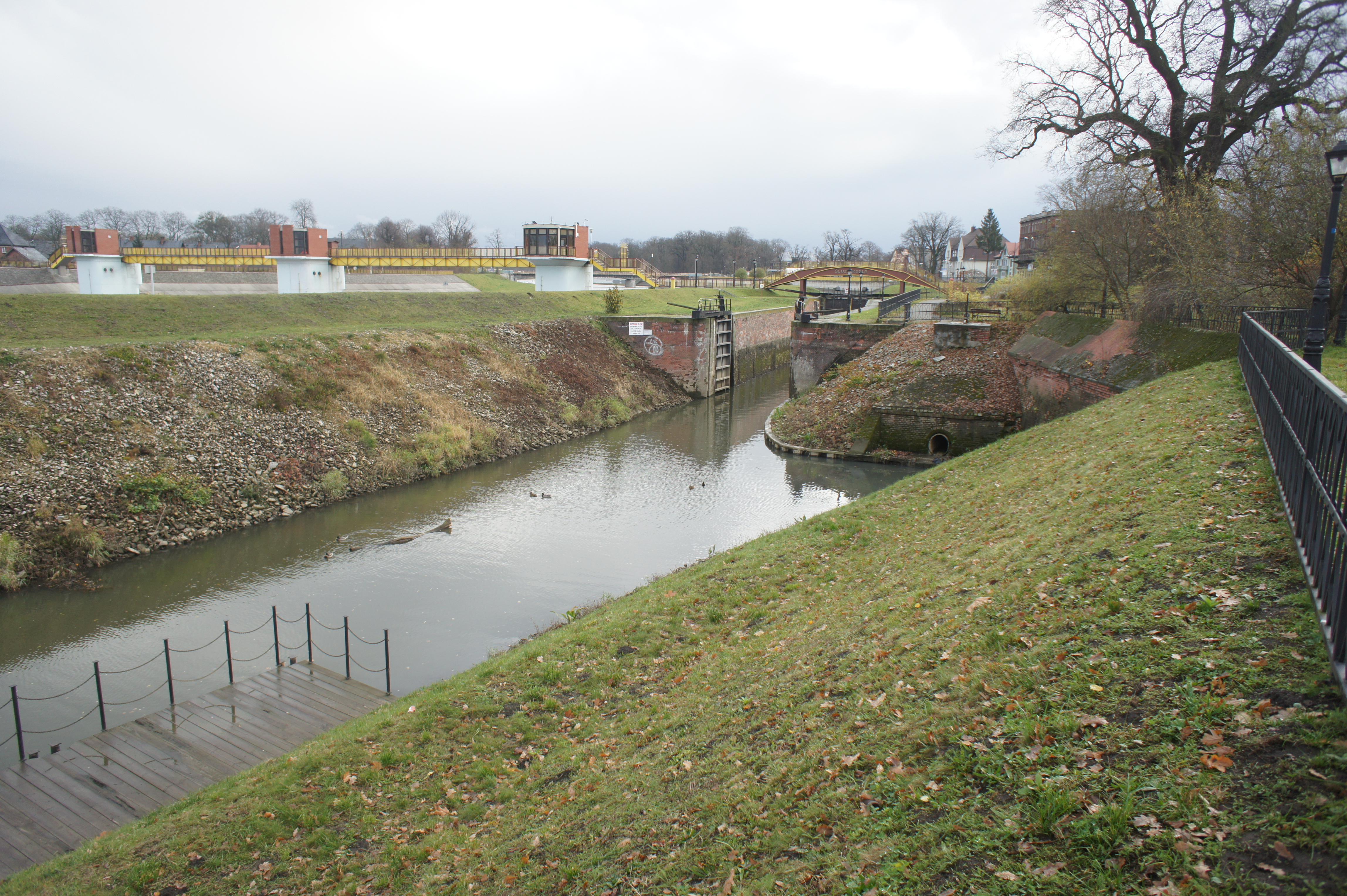
Śluza Koźle

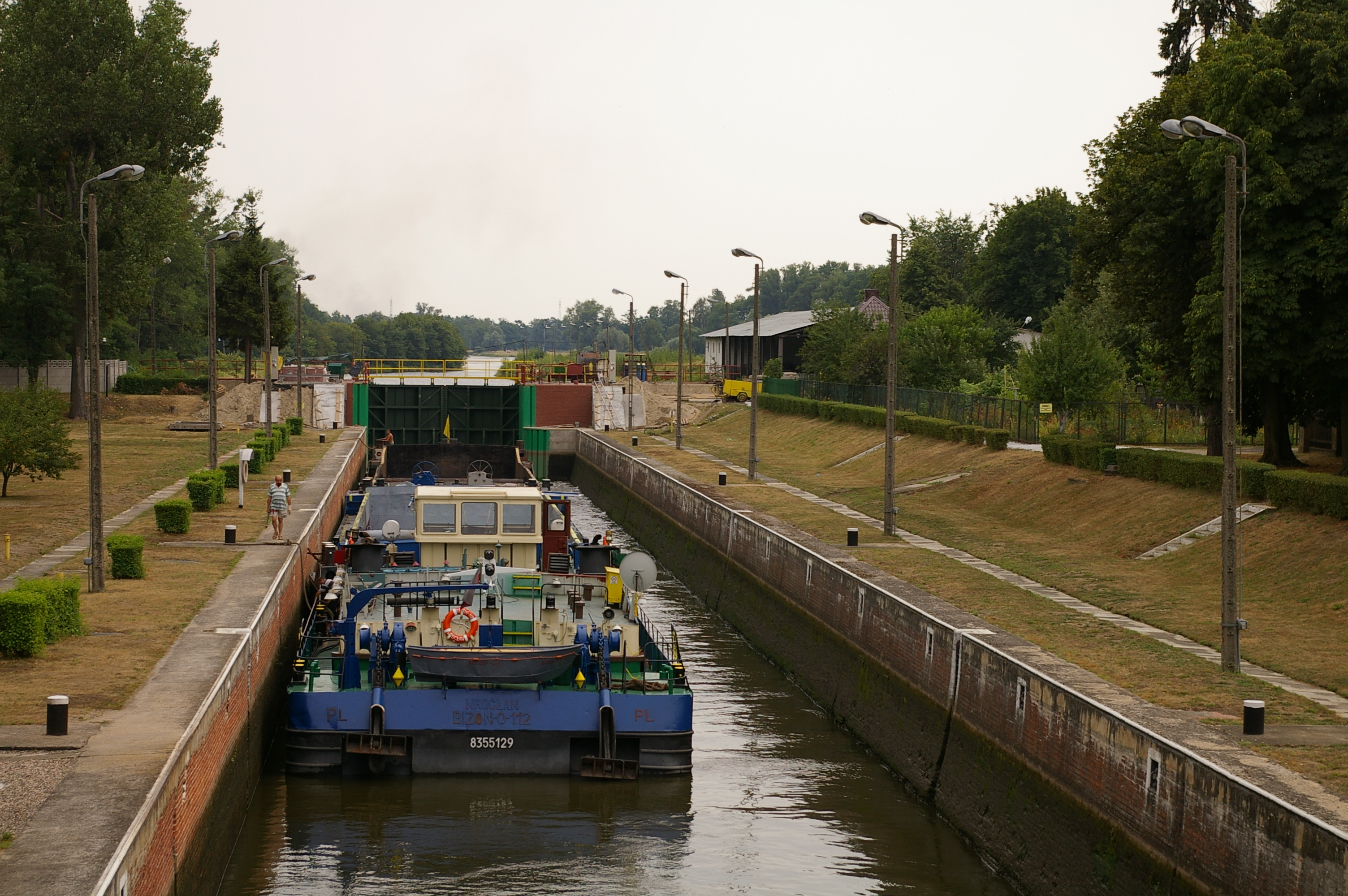
Śluza Bartoszowice

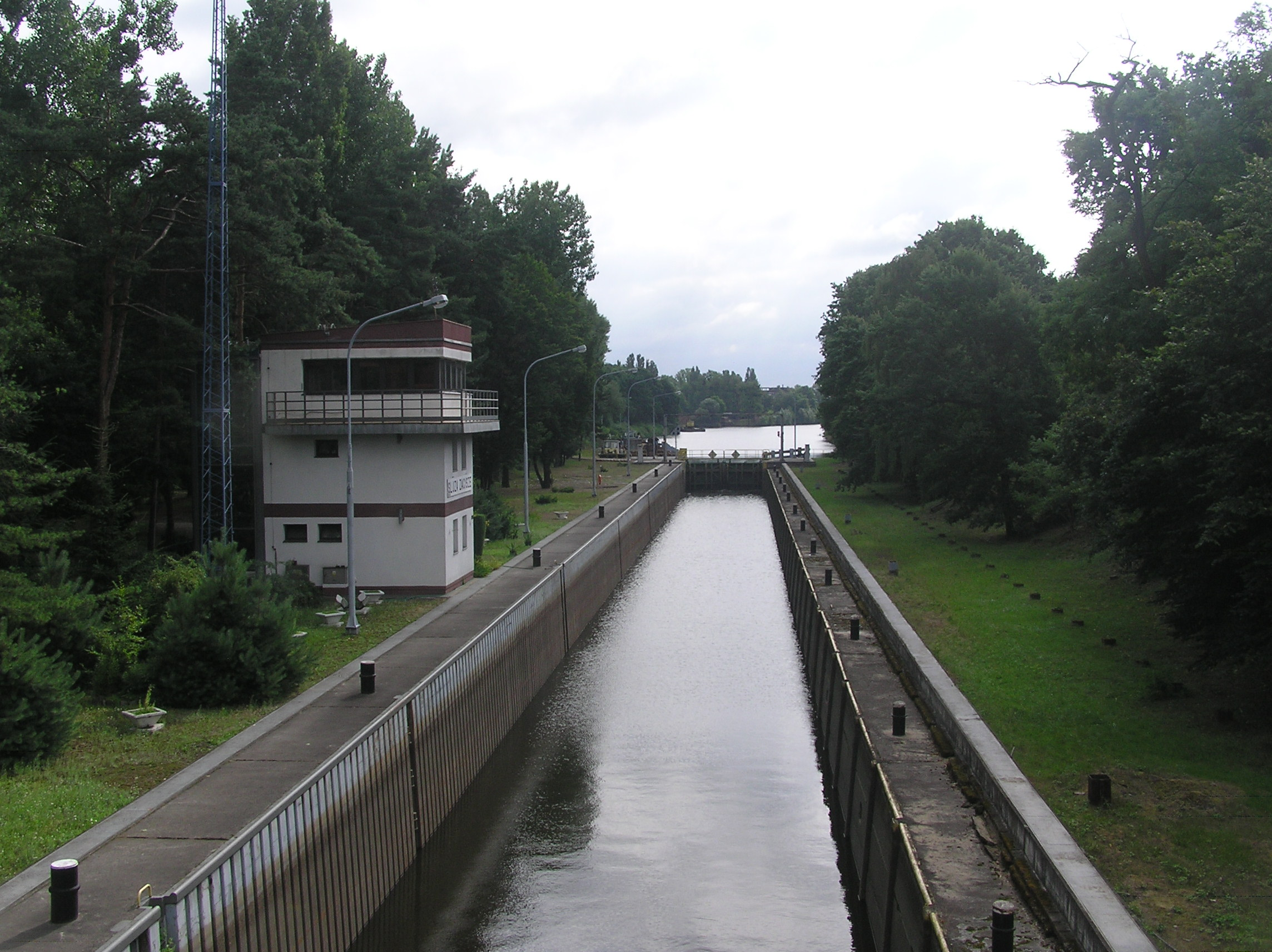
Śluza Zacisze

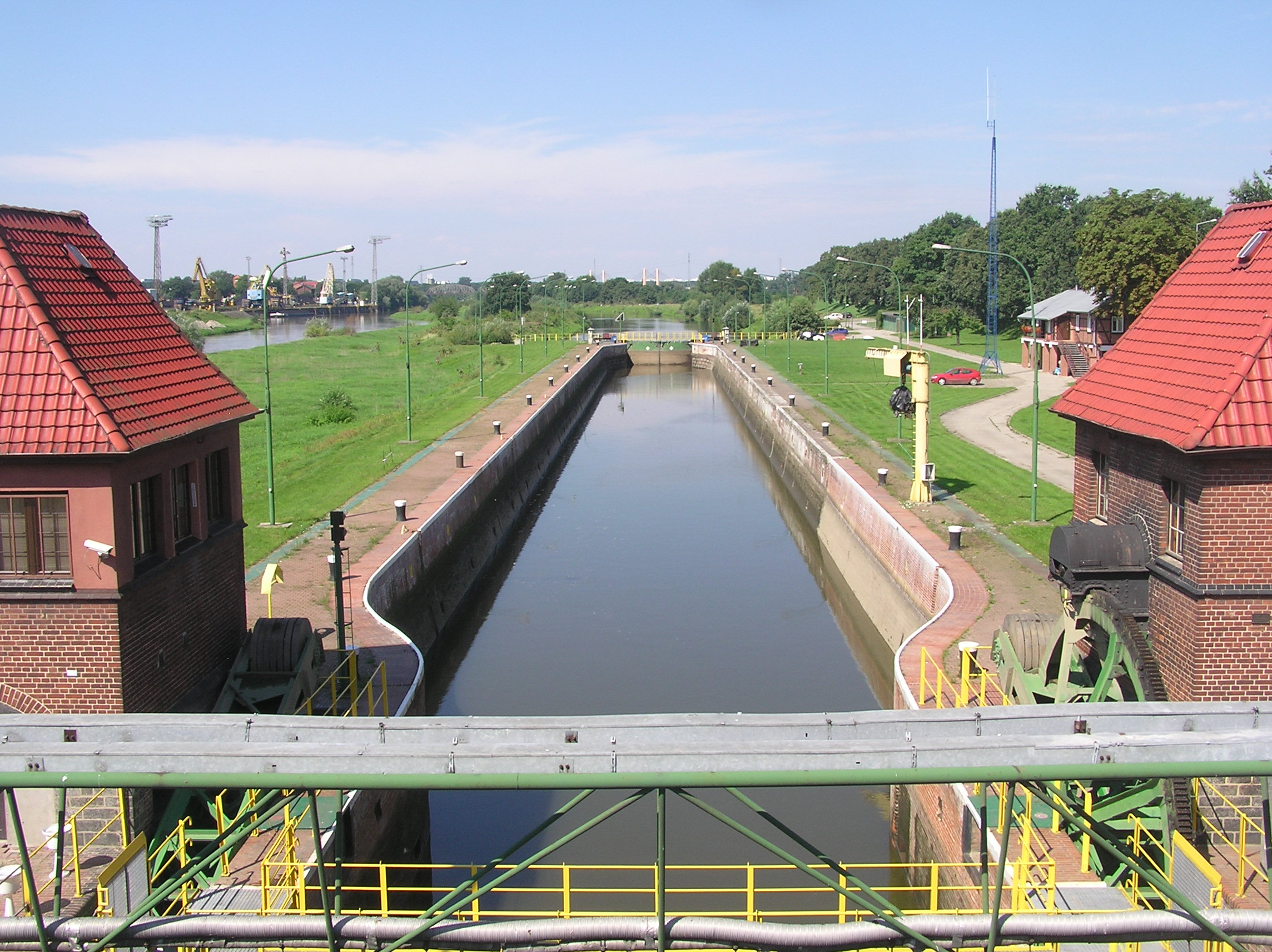
Śluza Różanka

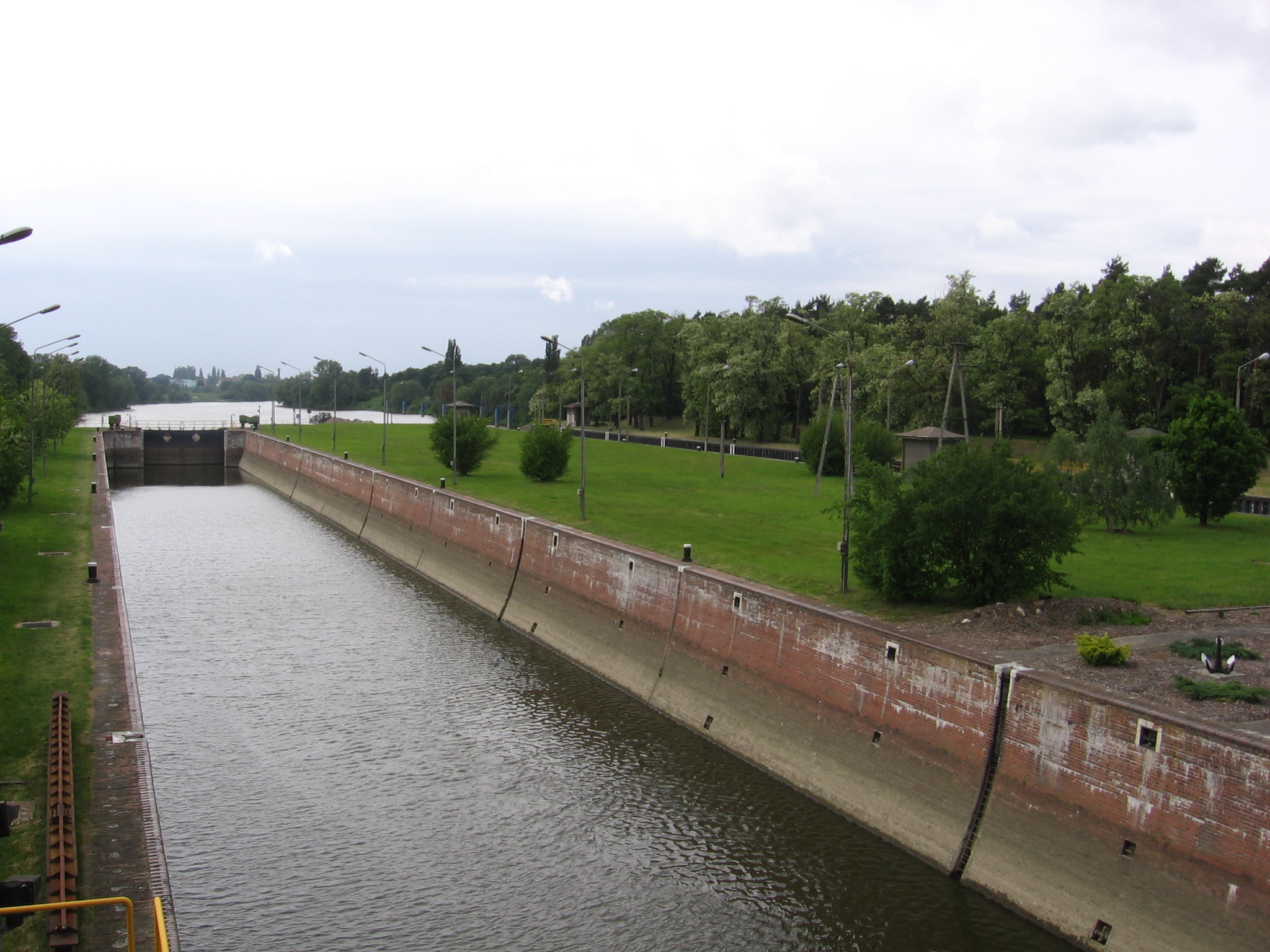
Śluza Rędzin

- Tabela powstała na podstawie mapy Krajowego zarządu Gospodarki Wodnej

Na odcinku Wrocławskiego Węzła Wodnego w tabeli wymieniono śluzy na północnej Głównej Drodze Wodnej pomijając śluzy położone na Miejskiej Drodze Wodnej i na Mieszczańskiej Drodze Wodnej.

## Historia[2]

### Do roku 1740
Pierwszy okres do roku 1740 to przedział zróżnicowania politycznego Nadodrza, w którym administrowanie Odrą odbywało się przez administrację wielu państwowości konkurujących ze sobą i posiadających wpływy polityczne sięgające rzeki. Cechą charakterystyczną tego okresu był wzrost roszczeń wobec rzeki najpierw monarchów (państw), później miast i właścicieli nieruchomości. Destrukcyjnie na żeglugę wpływał brak wspólnej polityki rzecznej i wynikający z niej brak korelacji wydawanych aktów prawnych. Istotnym dla tego okresu był fakt poszukiwania przez władających od 1526 r. Śląskiem Habsburgów warunków poprawiających połączenie wodne ich oddalonej od portu morskiego prowincji.

### Lata 1740-1873
Kolejny okres 1740–1873 to początek dominacji nad obszarem niemal całego Nadodrza jednego państwa – Prus. Sprzyjało to budowie zrębów jednolitej administracji rzeczno-żeglugowej. Był to czas konsolidacji terenów wokół rzeki w ramach jednego państwa. W tym czasie Odra odegrała znaczącą rolę w zespalaniu Śląska z Prusami. Charakterystyczne dla tego okresu było pojawienie się pierwszych przedsięwzięć kompleksowej regulacji rzeki oraz podjęcie próby budowy sprawnej administracji rzeczno-żeglugowej. Zasady pierwszej kompleksowej regulacji Odry spisane zostały w protokole bogumińskim z 7 lipca 1819 r.
W latach 1747-1753 dokonano dużej inwestycji na drodze wodnej - przekopany został kanał pomiędzy Güstebiese (dziś Gozdowice) a Hohensaaten (Zatonią Górną) i Niedersaaten (dziś Zatoń Dolna). Przekopem, liczącym 21 km, odcięto duże zachodnie zakole rzeki. Nowy kanał stał się głównym biegiem rzeki, a odcięty fragment, Wriezener Alte Oder (Stara Odra Wrzesińska), nad którym leżały Wriezen, Bad Freienwalde i Oderberg, przestał być częścią Odry. Fragment Starej Odry Wrzesińskiej od Hohensaaten do Oderbergu pozostał żeglowny jako część Kanału Finow (obecnie jest on częścią Kanału Odra - Hawela), natomiast odcinek od Gozdowic do Bad Freienwalde i Oderbergu stopniowo wypłycił się i zarósł. Przy dokonywaniu powyższych prac nie zbudowano na Odrze żadnego stopnia wodnego ani śluzy: na skróconym ponad dwukrotnie odcinku rzeki nastąpiło zwiększenie spadku wody i przyspieszenie nurtu, osuszone też zostały dość rozległe mokradła (co było jednym z celów prac), natomiast skutkiem wówczas zlekceważonym było znaczne zmniejszenie pojemności rzeki i zdolności gromadzenia wody na przebudowanym odcinku.

### Lata 1873-1919
Powołano wówczas scentralizowaną terenową administrację rzeczno-żeglugową dla niemal całej Odry, na czele której w 1873 r. stanął nadprezydent prowincji śląskiej. W tym okresie po zakończeniu wojen napoleońskich skrystalizowała się nowa koncepcja zarządzania rzeką. Zakładała ona, że zadania związane z regulacją rzeki od właścicieli gruntów nadodrzańskich przejmie państwo. Trwająca nieco ponad 70 lat działalność wyspecjalizowanej administracji zmieniła rzekę z dzikiego, mało przydatnego ludziom i groźnego dla mieszkańców Nadodrza akwenu w nowoczesny wodny system odrzański, który tworzyły m.in. droga wodna przeznaczona do masowego transportu surowców i produktów oraz bezpiecznie przepływające przez Nadodrze, sterowane przez człowieka i dostosowywane do jego potrzeb, masy wody. Odra stała się akwenem uregulowanym.
Kanalizacja Odry odbyła się w dwóch etapach. Pierwszy zrealizowano w latach 1888 – 1897, skanalizowano wówczas odcinek od Koźla do ujścia Nysy Kłodzkiej, wybudowano 12 stopni wodnych ze śluzami komorowymi. Szybko jednak okazało się, że jest to niewystarczająca liczba i w latach 1907 – 1922 w ramach drugiego etapu powstało 10 kolejnych stopni.

### Lata 1919-1945
Umiędzynarodowienie zarządu rzeką w wyniku decyzji traktatu wersalskiego z 1919 r. dało początek kolejnym zmianom. Okres intensywnych przeobrażeń Odrzańskiej Drogi Wodnej rozpoczęty i zakończony został przez dwa istotne wydarzenia polityczne, które z Odry stworzyły narzędzie polityki międzynarodowej. Mowa o Traktacie Wersalskim powołującym m.in. międzynarodową komisję Odry oraz nazistach, którzy nie zawahali się przed zniszczeniem europejskiego dziedzictwa, jakim była pielęgnowana przez mieszkańców Nadodrza ich rzeka.

### Lata 1945-1990
Po zakończeniu II wojny światowej na skutek uchwał konferencji poczdamskiej Polska objęła w administrowanie Odrę (z wyłączeniem 167 km odcinka granicznego z Niemcami gdzie administracja jest wspólna). W tych latach Polska samodzielnie próbowała zorganizować masową żeglugę na Odrze. W połowie lat 80. XX stulecia przeprowadzono przebudowę 18 śluz, pozostałe, eksploatowane od ponad 90 lat wymagają pilnej modernizacji.
Podczas Konferencji 4+2 w 1990 ostatecznie usankcjonowano zarządzanie przez Polskę Odrzańską Drogą Wodną.

### Po 1990
W budowie znajduje się Stopień wodny Malczyce. Próbą kompleksowego zagospodarowania rzeki jest Program dla Odry 2006 wraz z jego aktualizacją w 2009. Przewiduje on między innymi budowę kanału łączącego Odrę z Dunajem